# Luis Mercado
Luis Mercado (Valladolid, hacia 1525 - Valladolid, diciembre de 1611) fue un médico de cámara español durante el reinado de Felipe II y parte del de Felipe III. Su obra médica ocupó un lugar destacado en la Medicina española del Renacimiento. Fue escritor, clínico e higienista y publicó numerosos libros relacionados con la medicina de la época.
Mercado alcanzó en la Facultad de Valladolid el grado de licenciado en Medicina en el año 1556, momento en que comenzaba el reinado de Felipe II. Ese mismo año se casó con Juana de Toro del Castillo con quien llegó a tener nueve hijos.
Dedicó gran parte de su vida a la docencia universitaria en la Universidad de Valladolid y llegó a ser catedrático. Su prestigio le llevó a ser llamado por la Corona y contar con la estima de Felipe II, quien le nombró médico de cámara en el año 1578. 

## Obra médica de Luis Mercado
Felipe II le encomendó diversas misiones, entre otras la de redactar las «Instituciones» que habían de regir los exámenes de médicos, cirujanos y algebristas ante el Tribunal del Protomedicato.
Mercado publicó en 1594 las Institvtiones Medicae ivssv Regio factae pro Medicis in praxi examinandis y las Institvtiones Chirvrgicae ivssv Regio factae pro chirvrgia in praxi examinandis; cinco años más tarde editó unas «Institvciones» para el aprovechamiento y examen de los Algebristas.
Con los tratados mencionados, y otros, la obra escrita de Luis Mercado incluye, como capítulo primordial, una exposición general de los conocimientos médicos, editada en Valladolid y Madrid (entre 1594 y 1613), reimpresa luego en Venecia (1609) y Fráncfort (1608-1614 y en 1619-1620).
De los cuatro volúmenes que componen la primera edición de su Opera Omnia, el que lo encabeza De veritate et recta ratione principiorum ac theorematum, & rerum omnium, quae in Medica facultate tractantus: in tres libros diuisus contiene una exposición minuciosa de cuestiones fisiológicas y de patología general. 
El segundo volumen comprende el examen de problemas relativos al ejercicio médico, con el título Methodus medendi (editado con anterioridad en Valladolid). Se hallan también en este volumen los tratados De Febrium... in septem libros dissecta, De Pulsus Arte et harmonia, una descripción del morbo gálico, y otra sobre enfermedades hereditarias.
En el tercer volumen (con el que Mercado inició la edición completa de sus obras), figura una descripción exhaustiva de la patología regional De morborum internorum curatione, dividida en cuatro libros, consagrados a los localizados en la cabeza, los del tórax, procesos generales de la cavidad abdominal y los del hígado, bazo, riñones y vejiga. Al tratado se añade el de tocoginecología titulado De Mulierum affectionibus (impreso por vez primera en 1579). 
En el volumen cuarto (editado tras la muerte de Luis Mercado), se incluye otra de sus más conocidas obras, las Consultationes Morborum complicatorum & grauissiomorum y un tratado de Pediatría y Puericultura De Pverorvm educatione, custodia & prouidentia; atque de morborum qui ipsis accidunt, curatione. Las ediciones de la Opera Omnia de Venecia, en tres volúmenes, y de Fráncfort, en cinco tomos, reproducen, aunque con distinta ordenación, los escritos recogidos en la de 1594-1613.